# Jorge Dieguez Napurí
Jorge Dieguez Napurí fue un político peruano. 
Fue elegido senador por Junín en 1963 por la Alianza Acción Popular-Democracia Cristiana durante el primer gobierno de Fernando Belaúnde. Su mandato se vio interrumpido el 3 de octubre de 1968 a raíz del golpe de Estado que dio inicio al gobierno militar de Juan Velasco Alvarado.